# Mozambik na Letnich Igrzyskach Olimpijskich 1992
Mozambik na Letnich Igrzyskach Olimpijskich 1992 reprezentowało 6 zawodników: trzech mężczyzn i trzy kobiety. Był to 4 start reprezentacji Mozambiku na letnich igrzyskach olimpijskich.

## Skład kadry

### Lekkoatletyka
Kobiety
- Tina Paulino – bieg na 400 m – odpadła w ćwierćfinale,
- Maria Mutola

bieg na 800 m – 5. miejsce,
bieg na 1500 m – 9. miejsce,
Mężczyźni
- Jaime Rodrigues – bieg na 400 m – odpadł w eliminacjach,

### Pływanie
Kobiety
- Mariza Gregorio – 100 m stylem motylkowym – 49. miejsce,

Mężczyźni
- José Mossiane – 50 m stylem dowolnym – został zdyskwalifikowany w eliminacjach,
- Sergio Fafitine – 100 m stylem klasycznym – 55. miejsce,